# Hameln
Hamelin (tiếng Đức: Hameln) là một thị xã bên sông Weser trong bang Niedersachsen, Đức. Đô thị này có diện tích 102,3 km². Đây là thủ phủ của huyện Hamelin-Pyrmont và có dân số 58.872 người (thời điểm năm 2005).
Các khu vực dân cư:
- Afferde
- Hastenbeck
- Halvestorf
- Haverbeck
- Hilligsfeld
- Sünteltal
- Klein Berkel
- Tündern (pop. around 2,700), Official site (in German) Lưu trữ ngày 21 tháng 4 năm 2007 tại Wayback Machine
- Wehrbergen
- Rohrsen